# The Singles
The Singles е boxset албум на Лейди Гага, пуснат в продажби декември 2010. Той е продал над 5000 копия.

## Списък с песните
- Диск 1

1. „Just Dance“ (с участието на Colby O'Donis)
2. „Just Dance“ (Trevor Simpson Remix) (с участието на Colby O'Donis)

- Диск 2

1. „Poker Face“
2. „Poker Face“ (LLG vs Guéna LG Radio Remix)

- Диск 3

1. „Eh, Eh (Nothing Else I Can Say)“
2. „Poker Face“ (Space Cowboy Remix)

- Диск 4

1. „LoveGame“
2. „LoveGame“ (Robots to Mars Remix)

- Диск 5

1. „Paparazzi“
2. „Paparazzi“ (Chew Fu GhettoHouse Radio Fix)

- Диск 6

1. „Bad Romance“ (Radio Edit)
2. „Bad Romance“ (Bimbo Jones Radio Remix)

- Диск 7

1. „Telephone“ (с участието на Beyoncé)
2. „Telephone“ (Alphabeat Remix) (с участието на Beyoncé)

- Диск 8

1. „Alejandro“ (Radio Edit)
2. „Alejandro“ (Dave Audé Radio Remix)

- Диск 9

1. „Poker Face“ (Live at The Cherrytree House Piano & Voice Version)
2. „Just Dance“ (Live at The Cherrytree House Stripped Down Version)
3. „Eh, Eh (Nothing Else I Can Say)“ (Electric Piano and Human Beat Box Version)
4. „Christmas Tree“ (с участието на Space Cowboy)